# Sun Chemical
Sun Chemical — крупнейший в мире производитель типографских красок и пигментов. Корпорация Sun Chemical имеет более 300 производственных, коммерческих и сервисных подразделений в Европе, Африке, Северной, Центральной и Южной Америке.

## История
- 1818 — Основан Lorilleux & Cie. Lorilleux & Cie является первой компанией, специализирующейся на производстве универсальных чернил для печати, в то время, когда большинство печатников делали чернила для собственных нужд самостоятельно.
- 1830 — Основана компания Geo. H. Morrill. Самуил Морилл начинает производство типографских красок на кухне своего дома в городе Андовер, штат Массачусетс.
- 1853 — Компания Morrill получает первый патент на чернила собственной рецептуры.
- 1864 — Компания Morrill начинает производство сажи из природного газа.
- 1877 — Основана компания Coates Brothers & Company[2]. Расположена в Лондоне, оборотный капитал 2600 фунтов.
- 1878 — Основана компания Ault & Wiborg[3]. Расположенная в Цинциннати, штат Огайо, Ault & Wiborg является быстро растущим производителем печатных красок, который быстро расширяет свой бизнес за рубежом, занимая лидирующие позиции на рынке Великобритании.
- 1906 — Eagle Printing Ink Company начинает развивать процесс производства четырёхцветных жидких чернил.
- 1907 — Fuchs & Lang[4] создают первый ротационный литографический пресс. G. Siegle начинает производство пигмента на Статен-Айленде, Нью-Йорк.
- 1910 — Начало глубокой печати — печатного процесса, в котором изображения писем и фотографий передаются за счет травления медного цилиндра на бумагу, пластик или другие материалы в ротационном прессе.
- 1929 — Компания AB Ansbacher сливается с G. Siegle, в результате появляется компания Ansbacher-Siegle. В этом же году в результате слияния компаний The Morrill Company, Eagle Printing Ink Company, Sigmund Ullman и Fuchs & Lang and American появляется компания General Printing Ink (GPI), которая становится крупнейшим в США производителем чернил.
- 1935 — GPI Corporation приобретает компании Sun Chemical и Colors of Harrison.
- 1936 — Подразделение GPI, Sun Chemical, выпускает первые пигментные флексо-чернила. GPI меняет своё название на Sun Chemical. Печатные краски остаются её основным бизнесом.
- 1957 — Формирование подразделения по производству пигментов. Sun Chemical приобретает компанию Ansbacher-Siegle[1].
- 1958 — Начало производства чернил на основе сольвента. Флексо-краски на основе сольвента созданы для печати на полиэтиленовой плёнке.
- 1966 — Начало производства Quinacridone[5]. Sun Chemical выходит на рынок высокопроизводительных пигментов.
- 1968 — Приобретение Federal Colors Laboratories[6]. Sun Chemical покупает Federal Colors Laboratories в Цинциннати, штат Огайо.
- 1969 — Изобретение Sun Chemical первых в мире УФ-чернил. Sun Chemical патентует первые УФ-краски.
- 1970 — Создание Sun Chemical первых чернил на водной основе для использования на бумаге и плёнке.
- 1978 — Sun Chemical начинает производство пигмента в своём офисе в Muskegon, штат Мичиган.
- 1987 — Компанию Sun Chemical приобретает Dainippon Ink and Chemicals (DIC). Sun Chemical также сливается с Hartmann and Kohl & Madden в одну глобальную компанию.
- 1991 — Sun Chemical покупает у BASF бизнес по производству упаковки и красок.[7]
- 1992 — Начинаются продажи флексографских УФ-краскок. Sun Chemical приобретает KVK, что является первым шагом компании в европейское производство пигментов.
- 1993 — Sun Chemical приобретает United States Printing Inks.
- 1994 — Sun Chemical приобретает Московский завод печатных красо[8].
- 1996 — Приобретение Zeneca Specialty Inks.
- 1997 — Sun Chemical и Eastman Kodak инвестируют каждая по 0,5 млрд $ в совместное предприятие — Kodak Polychrome Graphics.
- 1999 — Компания приобретает Coates Lorilleux во Франции, SWALE Process в Великобритании и GB Products International Flexo Plate Division в партнерстве с Tintas в Латинской Америке.
- 2003 — Sun Chemical покупает бизнес Bayer Pigments[9], занимающаяся производством высокоорганического пигмента.
- 2004 — Sun Chemical приобретает Rycoline Products, Inc. и активы CBS Printas.